# Czermno (województwo kujawsko-pomorskie)
Czermno – wieś w Polsce położona w województwie kujawsko-pomorskim, w powiecie lipnowskim, w gminie Skępe.
| SIMC    | Nazwa      | Rodzaj     |
| ------- | ---------- | ---------- |
| 0869301 | Babie Ławy | kolonia    |
| 0869318 | Chałacie   | przysiółek |
| 0869324 | Czarny Las | kolonia    |
| 0869330 | Guzowatka  | kolonia    |
| 0869347 | Koziołek   | kolonia    |
| 0869353 | Modrzewie  | kolonia    |

W latach 1975–1998 miejscowość administracyjnie należała do województwa włocławskiego.

## Demografia
Według Narodowego Spisu Powszechnego (III 2011 r.) wieś liczyła 258 mieszkańców. Jest szóstą co do wielkości miejscowością gminy Skępe.